# Piz Grialetsch
Der Piz Grialetsch ⓘ (rätoromanisch aus gregaricium „Schafalp“, Ableitung vom lateinischen grex „Herde“) ist ein Berg zwischen Davos und dem Engadin im Kanton Graubünden in der Schweiz mit einer Höhe von 3130 m ü. M. Wegen seiner umfassenden Aussicht ist er ein oft begangener Berg, sowohl im Winter wie auch im Sommer.

## Lage und Umgebung
Der Piz Grialetsch gehört zum Grialetsch-Gebiet, einer Untergruppe der Albula-Alpen. Auf dem Gipfel treffen sich die Gemeindegrenzen zwischen Davos, S-chanf und Zernez. Der Piz Grialetsch wird im Nordwesten durch das Dischmatal, im Süden durch die Vallorgia und im Osten durch die Val Grialetsch eingefasst.
Zu den Nachbargipfeln gehören der Chilbiritzenspitz im Norden, der Piz Vadret im Südosten und das Scalettahorn im Westen.
Der Piz Grialetsch ist allseits von Gletschern umgeben. Auf der Nordflanke befindet sich der Scalettagletscher, im Osten der Vadret da Grialetsch und im Südwesten der Vadret Vallorgia.
Häufige Ausgangspunkte sind der Flüelapass, Dürrboden im Dischmatal, Susauna im Engadin sowie die zwei SAC-Hütten die Grialetschhütte und die Kesch-Hütte.

## Routen zum Gipfel

### Sommerrouten

#### Durch die Südflanke
- Ausgangspunkt: Flüelapassstrasse (2263 m), Grialetschhütte (2542 m), Susauna (1682 m), Kesch-Hütte (2625 m) oder Dürrboden (2007 m)
- Via: Fuorcla Vallorgia (2969 m)

1. Von der Flüelapassstrasse durch die Val Grialetsch zur Grialetschhütte, dann über den Vadret da Grialetsch zur Fuorcla Vallorgia
2. Von Susauna durch die Val Susauna, dann durch die Vallorgia und am Schluss über den Vadret Vallorgia zur Fuorcla Vallorgia
3. Von der Kesch-Hütte durch die Val dal Tschüvel, dann die Val Funtauna und die Vallorgia, am Schluss über den Vadret Vallorgia zur Fuorcla Vallorgia
4. Von Dürrboden über die Fuorcla da Grialetsch zur Grialetschhütte, dann über den Vadret da Grialetsch zur Fuorcla Vallorgia
5. Von Dürrboden über den Scalettapass, südlich vom Scalettahorn, dann über den Vadret Vallorgia zur Fuorcla Vallorgia

- Schwierigkeit: L
- Zeitaufwand: ½ Stunde von der Fuorcla Vallorgia

1. 4¼ Stunden von der Flüelapassstrasse, 2 Stunden von der Grialetschhütte
2. 5 Stunden von Susauna
3. 4¼ Stunden von der Kesch-Hütte
4. 3½ Stunden von Dürrboden via Grialetschhütte
5. 4½ Stunden von Dürrboden via Scalettapass

- Bemerkung: Alle Routen führen über einen Gletscher und erfordern eine angemessene Ausrüstung

#### Über den Westgrat
- Ausgangspunkt: Scalettahorn (3086 m)
- Schwierigkeit: WS
- Zeitaufwand: ¾ Stunden

#### Durch die Nordflanke zum Westgrat
- Ausgangspunkt: Dürrboden (2007 m)
- Via: Gletschtälli, Scalettagletscher, Westkamm
- Schwierigkeit: WS
- Zeitaufwand: 3¾ Stunden

#### Durch die Nordwestflanke
- Ausgangspunkt: Dürrboden (2007 m)
- Via: Gletschtälli, Scalettagletscher, Nordwestflanke
- Schwierigkeit: WS
- Zeitaufwand: 3½ Stunden

#### Über den Nordgrat
- Ausgangspunkt: Flüelapassstrasse (2263 m), Dürrboden (2007 m), Grialetschhütte (2542 m) oder Chilbiritzenspitz (2853 m)
- Via: Gratsenke südlich vom Chilbiritzenspitz, Felskamm. Besonders brüchigen Höckern weicht man auf dem Gletscherplateau der Westseite aus.
- Schwierigkeit: ZS-
- Zeitaufwand: 7¾ Stunden von der Flüelapassstrasse, 5 Stunden von Dürrboden, 3½ Stunden von der Grialetschhütte oder 2 Stunden vom Chilbiritzenspitz
- Bemerkung: Brüchiger Fels, Route nicht mehr ratsam

### Winterrouten

#### Von der Grialetschhütte
- Ausgangspunkt: Grialetschhütte (2542 m), Teufi (Davos) (1700 m), Flüelapassstrasse (2300 m) oder Röven (Susch) (1848 m)
- Via: Von der Grialetschhütte über Vadret da Grialetsch, Fuorcla Vallorgia zum Sattel östlich von P. 3045. Von dort aus zu Fuss über den Westgrat zum Gipfel.
- Expositionen: NE, S
- Schwierigkeit: WS+
- Zeitaufwand: 2½ Stunden von der Grialetschhütte, 6½ Stunden von Teufi, 4½ Stunden von der Flüelapassstrasse, 5½ Stunden von Röven
- Bemerkung: Der Flüelapass wird im Winter gesperrt. Daher ist die Flüelapassstrasse und Röven im Winter nicht immer erreichbar.

#### Von der Kesch-Hütte
- Ausgangspunkt: Kesch-Hütte (2625 m)
- Via: Val dal Tschüvel, Val Funtauna, Vallorgia, Vadret Vallorgia zum Sattel östlich von P. 3045. Von dort aus zu Fuss über den Westgrat zum Gipfel.
- Expositionen: SW, S
- Schwierigkeit: WS+
- Zeitaufwand: 4 Stunden

#### Abfahrt über die Nordflanke ins Dischma
- Ziel: Teufi (Davos) (1700 m)
- Via: Vom Sattel östlich von P. 3045 zum Scalettagletscher, Gletschtälli, Dürrboden
- Expositionen: N, NW
- Schwierigkeit: ZS+
- Alternative: Vom Gipfel direkt sehr steil nach Norden S-
- Bemerkung: Anspruchsvolle Abfahrt. Der Scalettagletscher ist sehr steil (im Durchschnitt 30°, der obere Teil 40°)